# Paleókastro
Paleókastro (en griego,  Παλαιόκαστρο) es un pueblo y un yacimiento arqueológico de Arcadia (Grecia). Administrativamente pertenece al municipio de Megalópolis, a la unidad municipal de Gortina, y a la comunidad local de Sarakini. En el año 2011 contaba con una población de 23 habitantes.

## Arqueología
Cerca de este pueblo hay un yacimiento arqueológico de la Edad del Bronce. En él se han encontrado los restos de un asentamiento y de una necrópolis del periodo Heládico Tardío III. Es destacable que la mayor parte del material encontrado pertenezca, en concreto, al Heládico Tardío IIIC.  
El lugar tenía una buena posición estratégica, a orillas del río Alfeo y en medio de las rutas que unían tanto Laconia como lugares de Arcadia situados más al oeste, con Élide. Algunos de los hallazgos muestran conexiones con la península itálica. En la necrópolis se han estudiado en torno a un centenar de tumbas entre las que se hallan tholos, tumbas de cámara, fosas, cistas y tumbas en forma de pozo. También se ha hallado una construcción de la que se estima que tuvo una función como necromantío donde se celebraban ritos.    
Las primeras excavaciones tuvieron lugar en 1955 y posteriormente se han realizado otras desde 1979 bajo la dirección de Theodoros Spyropoulos. Muchos de los hallazgos se exhiben en el Museo Arqueológico de Trípoli.